# Eustomias problematicus
Eustomias problematicus är en fiskart som beskrevs av Clarke 2001. Eustomias problematicus ingår i släktet Eustomias och familjen Stomiidae. Inga underarter finns listade i Catalogue of Life.